# Mào
Bài này nói về một hiện tượng bệnh lý. Các nghĩa khác xem bài: Mào (định hướng).
Mào (Latinh: crusta) hình thành khi huyết thanh, máu hay dịch tiết mủ khô trên bề mặt da. Mào có thể mỏng, dễ vụn (chốc khô) hay dày và dính (chốc loét). Mào có màu vàng khi được hình thành từ huyết thanh khô, màu xanh hay vàng xanh khi từ dịch tiết mủ, màu nâu khi hay đỏ đậm khi từ máu. Mào nông thường xuất hiện như những hạt mỏng, lấp lánh, có màu mật ong, điển hình như trong chốc khô (impetigo). Khi chất tiết xâm nhập vào toàn bộ thượng bì, mào có thể dày và dính, và nếu kèm theo hoại tử mô sâu hơn, nó được gọi là chốc loét (ecthyma).

### Bệnh sùi mào gà là gì?
Sùi mào gà (Genital Warts) còn được gọi là mụn cóc sinh dục, đặc trưng bởi sự xuất hiện của các u nhú trông giống như súp lơ hoặc mào gà, tập trung chủ yếu ở bộ phận sinh dục và hậu môn của bệnh nhân.
Người bị bệnh sùi mào gà không chỉ bị ảnh hưởng trầm trọng đến tâm sinh lý và quan hệ vợ chồng, mà còn có nguy cơ ung thư cổ tử cung, ung thư dương vật và ung thư hậu môn sau này.
Bệnh sùi mào gà là bệnh xã hội lây truyền chủ yếu qua quan hệ tình dục không an toàn, gây ra bởi một hoặc một vài chủng vi rút HPV (Human papilloma virus).
Đây là căn bệnh phổ biến trên thế giới do tốc độ lây truyền nhanh qua quan hệ tình dục không an toàn. Bệnh sùi mào ở nam giới và nữ giới sẽ gây ra mụn cóc và ung thư nếu không điều trị kịp thời.